# 1351 Uzbekistania
1351 Uzbekistania este o planetă minoră (asteroid), cu un diametru de 60,01 km, din centura de asteroizi. A fost descoperită pe 5 octombrie 1934 la Simeiizka observatoria⁠(d) de Grigori N. Neuimin și a fost numită după Uzbekistan. 
Obiectul prezintă o orbită caracterizată de o semiaxă mare de 3,1951491 UAi, o excentricitate de 0,06, o înclinație de 9,64309 ° în raport cu ecliptica.